# 前16世纪
| 千纪： | 前3千纪 \| 前2千纪 \| 前1千纪 |
| 世纪： | 前19世纪 \| 前18世纪 \| 前17世纪 \| 前16世纪 \| 前15世纪 \| 前14世纪 \| 前13世纪                                                         |
| 年代： | 前1590年代 \| 前1580年代 \| 前1570年代 \| 前1560年代 \| 前1550年代 \| 前1540年代 \| 前1530年代 \| 前1520年代 \| 前1510年代 \| 前1500年代 |

前1600年至前1501年的这一段期间被称为前16世纪。
前16世纪里，世界上可能有四个文明的中心：埃及、两河流域的巴比伦、古印度和中国的商朝。在古埃及、中国和两河流域已经有文字使用。

## 重要事件、发展与成就

### 科学技术
- 英国的巨石阵可能建于前16世纪。

### 战争与政治
- 前1556年——商王國建立。
- 希腊人移居塞浦路斯。
- 前1550年——埃及第十七王朝結束，由雅赫摩斯一世建立的第十八朝代开始。
- 前1530年——巴比倫第一王朝結束，加西特王朝開始——參照伊拉克歷史。
- 前1525年——埃及第十五王朝結束。

### 文化娱乐
==

### 宗教與哲學
古印度吠陀經